# Сега, Филиппо
Филиппо Сега (итал. Filippo Sega; 22 августа 1537, Болонья, Папская область — 29 мая 1596, Рим, Папская область) — итальянский куриальный кардинал, папский дипломат и доктор обоих прав. Епископ Рипратанзоне с 20 мая 1575 по 3 октября 1578. Апостольский нунций в Испании с 8 июля 1577 по 30 апреля 1581. Епископ Пьяченцы с 3 октября 1578 по 29 мая 1596. Апостольский нунций при императоре с 18 января 1586 по 28 мая 1587. Апостольский нунций во Франции с 15 апреля 1592 года до 12 марта 1594 Кардинал-священник с 18 декабря 1591, с титулом церкви Сант-Онофрио с 5 декабря 1594 по 29 мая 1596.

## Ранние годы и образование
Родился Филиппо Сега 22 августа 1537 года, в Болонье, происходил из дворянской семьи, родом из Равенны. Дядя кардинала Джироламо Агукки (1604), сына его сестры Изабеллы.
Учился в Болонском университете, где 26 сентября 1560 года получил докторскую степень в области канонического и гражданского права..
Апостольский протонотарий. Губернатор Чезены с 20 сентября 1566 года по 24 января 1569. Губернатор Форли с 24 января 1569 года по 3 марта 1571. Губернатор Имолы с 3 марта 1571 года по 15 декабря 1572. Губернатор Романьи с 15 декабря 1572 года по 1 января 1575. Губернатор Марке с 1 января 1575 года. Аудитор Священной Консульты.
Где, когда и кем был рукоположен в священники информация была не найдена.

## Епископ
20 мая 1575 года избран епископом Рипатрансоне.
Епископская ординация прошла 29 июня 1575 года, в кафедральном соборе Озимо, в Озимо. Рукополагал епископ Йези Габриэль дель Монте, при содействии соконсекраторов: Винченцо де Лукки, епископа Анконы и Корнелио Фермани, епископа Озимо.
В 1577 году отправлен во Фландрию с особой миссией перед доном Хуаном Австрийским. Чрезвычайный нунций во Фландрии, апостольский нунций в Испании с 8 июля 1577 года по 30 апреля 1581 года. Во время своей нунциатуры поддержал план Папы Григория XIII напасть на Англию. 3 октября 1578 года переведён в епархию Пьяченцы. Отправлен в Испанию со специальной миссией для ведения переговоров о создании лиги против турок.
Апостольский нунций при императоре с 18 января 1586 года по 28 мая 1587 года. Сопровождал кардинала Энрико Каэтани, папского легата a latere во Франции в 1589 году после убийства короля Генриха III.

## Кардинал
Возведён в кардинала-священника на консистории от 18 декабря 1591 года. Легат a latere во Франции в 1591—1592 годах, исполнял функции апостольского нунция с 15 апреля 1592 года до 12 марта 1594 года.
Не участвовал в Конклаве 1592 года, который избрал Папу Климента VIII. Получил красную шляпу и титул церкви Сант-Онофрио , 5 декабря 1594 года. Президент Congregatio Germanica в 1595. Он был одним из самых яростных противников Терезы Авильской, будущей святой.
Скончался кардинал Филиппо Сега 29 мая 1596 года, в Риме. Похоронен в своей титулярной церкви Сант-Онофрио-аль-Джаниколо на левой стороне капеллы del Crocifisso . Его надгробный памятник был спроектирован Доменико Дзампьери под названием Доменикино.